# Jan Dudrewicz
Jan Dudrewicz (ur. 1804 w Bobowej pod Tarnowem, zm. 1894 w Warszawie) – polski lekarz pediatra.

## Życiorys
Syn Aleksandra i Marianny Cebulskiej. 
Kształcił się w Krakowie początkowo w liceum Św. Anny, później na Uniwersytecie Jagiellońskim. Po dwóch latach studiów na Wydziale Filozoficznym przeniósł się na Wydział Lekarski. Studia ukończył w 1830 roku. 
Od 1833 roku mieszkał na stałe w Warszawie. Specjalizował się w pediatrii. Po roku 1880 został członkiem Warszawskiego Towarzystwa Lekarskiego. Był autorem pracy Charakter panującej w 1866 roku płonicy. 

## Życie prywatne
By dwukrotnie żonaty. Pierwsza żona Matylda zmarła w 1843 roku. Synowie Jana: Ignacy (1837–1914) był księdzem; Leon (1839–1905) lekarzem pediatrą; Władysław (1835–1872) profesorem chemii.